# دون دیگیرولامو
دون دیگیرولامو (انگلیسی: Don Digirolamo؛ زادهٔ ۱ ژانویهٔ ۱۹۵۰) مهندسی صدا اهل ایالات متحده آمریکا است. وی بین سال‌های ۱۹۷۸ تا ۲۰۱۱ میلادی فعالیت می‌کرد.
وی همچنین برندهٔ جوایزی همچون جوایز امی و جایزه اسکار بهترین صداگذاری شده‌است.